# Міжнародна федерація Таеквон-До
Міжнародна федерація Таеквон-До, МФТ або Інтернаціональна Таеквон-до Федерація, ІТФ (англ. International Taekwon-do Federation, ITF, кор. 국제 태권도 연맹) — федерація таеквон-до, створена корейським генералом Чхве Хон Хі 22 березня 1966 року. Мета ITF — поширити таеквон-до по всіх куточках світу і зробити його наймасовішим видом бойового мистецтва.

## Історія

### До 2002 року
22 березня 1966 року у місті Сеул (Республіка Корея) засновник таеквон-до генерал Чхве Хон Хі скликав установчу конференцію для створення громадського об'єднання, яке буде розвивати рух тхеквондо у світі. На цій конференції було прийнято одноголосне рішення започаткувати нову організацію під назвою «Міжнародна федерація таеквон-до» (англ. «International Taekwon-Do Federation», скорочено — ITF). Тому, коли мова йде про ITF, це означає, що організація розвиває саме те бойове мистецтво і вид спорту, що було створене засновником. На цій же конференції генерала було обрано президентом, раз на чотири роки він переобирався на наступний термін, залишаючись керівником ITF аж до самої смерті 15 червня 2002 року.

##### Ключові дати
- 1969 — Перший азійський турнір, Гонконг
- 1972 — штаб-квартира ITF переїхала до Торонто (Канада)
- 1974 — Перший чемпіонат світу, Монреаль (Канада)
- 1976 — Перший чемпіонат Європи, Роттердам (Нідерланди)
- 1979 — Перший тихоокеанський чемпіонат, Веллінгтон (Нова Зеландія)
- 1979 — Створено Всеєвропейську федерацію таеквон-до[2]
- 1982 — Створена Північноамериканська федерація
- 1983 — Створена Центральноамериканська Федерація
- 1985 — Штаб-квартира ITF переїхала до Відня (Австрія)
- 15 червня 2002 — Смерть генерала Чхве Хон Хі

### Після 2002 року: розділ на частини
Після смерті засновника організації, у 2002 році, в організації відбулася серія історичних подій, які призвели до її розділу на частини. Сьогодні під абревіатурою ITF працює декілька міжнародних спортивних організацій, кожна з яких вважає себе правонаступницею федерації, створеної у 1966 році. З них широке міжнародне визнання (членство в міжнародних спортивних об'єднаннях) отримали дві: зі штаб-квартирою у Відні (так звана «північнокорейська», оскільки тісно взаємодіє з владою КНДР) та зі штаб-квартирою у Бенідормі (так звана «європейська», оскільки утворена на базі Всеєвропейської Федерації Таеквон-до).

#### Міжнародна федерація зі штаб-квартирою у Відні (Австрія)[3]
Згідно з офіційною версією, перед смертю у червні 2002 року, коли генерал Чхве був важко хворий, він звернувся до спільноти з передсмертним посланням, в якому виявив свою волю і просив призначити після своєї смерті на пост Президента ІТФ пана Чан Унга з КНДР, оскільки останній є Членом МОК від КНДР та здатен впливати на просування ITF до програми Олімпійських ігор.
Чанг Унг вступив на посаду у вересні 2002 року, після Позачергового Конгресу в Пхеньяні (КНДР). Однак велика група майстрів не погодилась з рішенням передати керівництво за заповітом, оскільки такий метод передачі влади не було передбачено статутними документами організації та й взагалі були сумніви щодо існування такого заповіту.   

#### Міжнародна федерація зі штаб-квартирою у місті Бенідорм (Іспанія)[4]

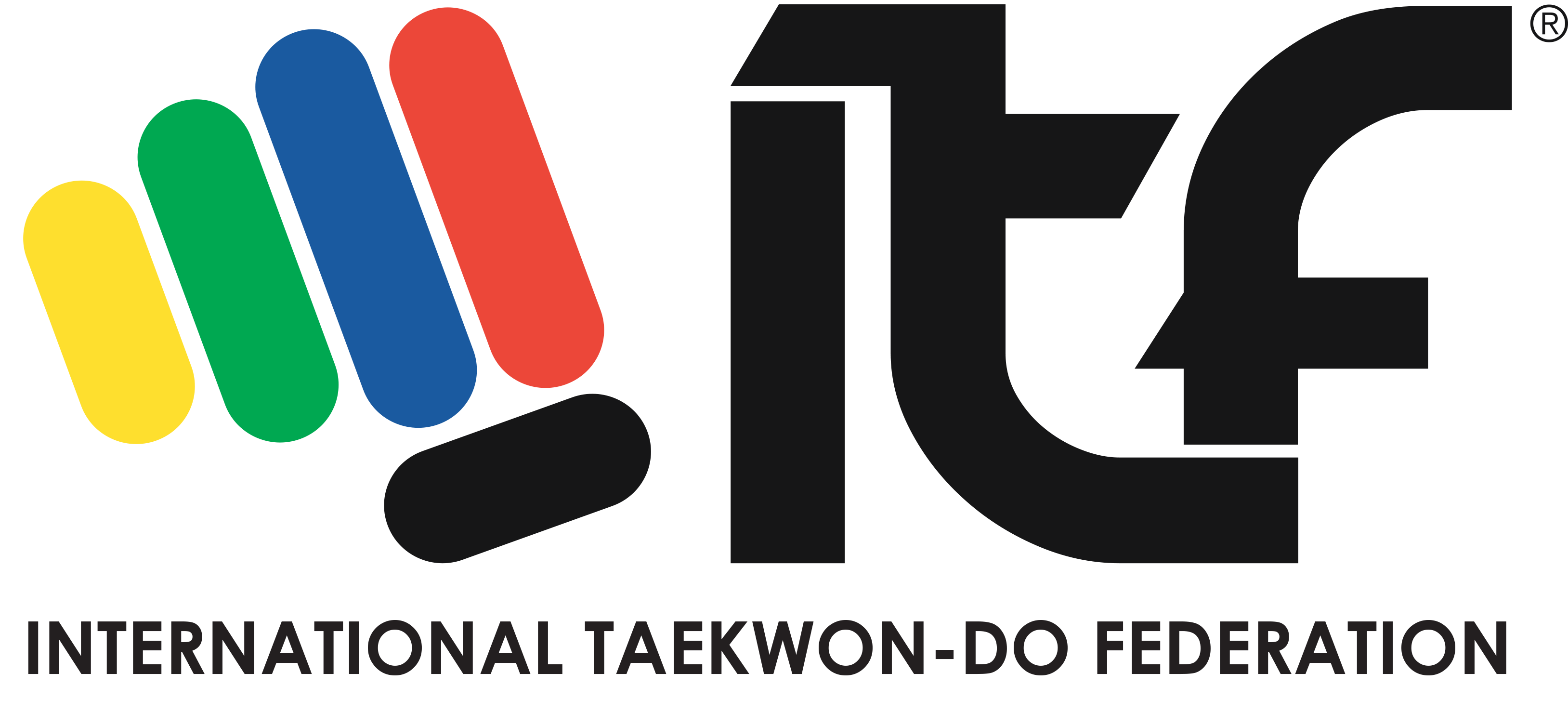
Логотип організації зі штаб-квартирою в Іспанії

Група майстрів під керівництвом Тома Мак Каллума (Австрія), Поля Веллера (Німеччина), Вім Боса (Італія) і Тадеуша Лободи (Польща) 13 червня 2003 року провела 14-й Конгрес МФТ у Варшаві (Польща), тоді як Конгрес «північнокорейської» організації проходив в Греції. Формальною причиною конфлікту стала зміна місця проведення чемпіонату Світу-2003: з Польщі його перенесли до Греції. Як наслідок відбулось проведення двох Чемпіонатів Світу, а за підсумками Конгресу у Варшаві було обрано лідером майстра Тран Трю Квана та прийнято рішення про створення нової організації, під тією ж назвою, що і «північнокорейська». У грудні 2007 року, 30 жовтня, її було зареєстровано в Іспанії зі штаб-квартирою у місті Бенідорм. За понад 13 років організація значно виросла та на сьогодні має і масовість, і міжнародну легітимність: є членом WADA та TAFISA [Архівовано 2 квітня 2022 у Wayback Machine.], отримала авторизацію у національних спортивних відомствах 113 країн світу.  

#### Інші організації МФТ
Одночасно з розділенням основної федерації на дві частини, майстри по всьому світу почали відкривати власні організації під брендом ITF. Однак вони не набули популярності та легітимності на міжнародному рівні. 
- ITF Чхве Джун Хва. За рік до своєї смерті Генерал Чхве Хон Хі посварився зі своїм сином Чхве Джун Хва, який на знак протесту заснував власну федерацію МФТ[6]. Одним зі своїх завдань організація бачить повернення ITF до Південної Кореї, у зв'язку з чим формальний комплекс Чучхе (названий на честь ідеології КНДР) було замінено на Ко Дан (на честь Чо Ман Сіка, північнокорейського опозиціонера, розстріляного за наказом Кім Ір Сена; в Південній Кореї його офіційно оголошено мучеником).

- ITF HQ Korea. У 2013 році МФТ Чой Джун Хва зазнала розколу на два табори: майстри Рудольф Кан (Москва) та Зіббі Крюк (Австралія) відкрили штаб-квартиру в Сеулі (Республіка Корея) й працюють під назвою ITF HQ Korea[7].

- Чан Хун. Організація, названа на честь псевдоніма Чхве Хон Хі — Чан Хун.

- T.I.T.F. Традиційна Міжнародна федерація Таеквон-до (Traditional International Taekwon-do Federation, T.I.T.F.)[8] була створена у 2017 році майстром 9 дану з ITF Дафідом Хаасе. Організація розвиває одночасно ITF та WT напрямки.

- ITITF. Організація Міжнародна Федерація Традиційного Таеквон-до (International Traditional Taekwon-Do Federation, ITITF)[9] була заснована майстром Маріо Понс. Штаб-квартира знаходиться в Аліканте (Іспанія).